# Вержес, Поль
Поль Верже́с (фр. Paul Vergès; 5 марта 1925[…], Убонратчатхани — 12 ноября 2016[…], Медицинский центр Реюньонского университета или Сен-Дени) — француз смешанного французско-вьетнамского происхождения, деятель реюньонского рабочего движения. Основатель и генеральный секретарь Коммунистической партии Реюньона — самой крупной из партий Реюньона.

## Биография
Родился в семье французского консула и деятеля коммунистического движения Раймона Вержеса, женившегося на вьетнамке. Брат-близнец Поля Вержеса — Жак Вержес.
Окончил Лицей Людовика Великого. Учился на юридическом факультете Парижского университета.
Однако начавшаяся Вторая мировая война помешала закончить обучение. Реньюнион оказался под властью правительства Виши. В начале 1943 года он покидает остров и направляется в Лондон. Там он присоединяется к движению «Сражающаяся Франция». Пройдя военную подготовку Вержес принимает с лета 1944 года участие в боевых операциях против гитлеровцев на территории департамента Луара, где он устанавливает тесные связи с французскими коммунистами. В 1945—1959 годах являлся членом Французской коммунистической партии (ФКП).
За оказ принять участие в Индокитайской войне в 1946 году Вержес уволен из армии. Его арестовали и заключили в тюрьму, но вынесли оправдательный приговор. С 1947 года он работает в аппарате ЦК ФКП, где ведёт большую работу по организации антиколониального движения в бывших французских колониях.
В 1954 году возвращается на Реньюнион и становится одним из руководителей образованной здесь федерации ФКП. В 1956—1958 годах — депутат Национального собрания Франции от острова Реюньон, а также депутат Генерального совета Реньюниона и мэр горда Лэ Пор.
С 1957 года директор органа реюньонских коммунистов газеты «Темуаньяж» («Témoignage»), основанной его отцом Раймоном. С образованием Коммунистической партии Реюньона (1959) он был избран её первым секретарём, с 1967 по 1993 год — ее Генеральный секретарь. Он выступает инициатором разработки новых программных тезисов, где основным было требование о демократической и народной автономии Реньюниона. Избран в 1979 году депутатом Европейского парламента. Присутствовал на XXII-XXIV и XXVI съездах КПСС.
С 1996 года был членом французского Сената, с 2004 года — депутат Европейского парламента (третий номер в списке ФКП), входил во фракцию Европейские объединённые левые / Лево-зелёные Севера.
В 1998—2010 годах — председатель Регионального совета Реюньона.
Брат-близнец политика Жак Вержес — скандально известный французский адвокат, защищавший, в частности, «лионского мясника» Клауса Барби, Карлоса («Шакала») и бывшего президента Югославии Слободана Милошевича.
Сын Поля Вержеса Пьер — один из лидеров Реюньонской коммунистической партии, вице-председатель регионального совета острова. Видным коммунистическим активистом был и другой сын — Лоран, погибший в 1988 году в автомобильной катастрофе.
На выборах во французский Сенат 2011 года он вновь получил мандат сенатора от острова Реюньон, от которого отказался в пользу однопартийки Джелиты Харау.